# Camada de Dua
Camada de Dua é uma camada da córnea humana, cuja existência e denominação foram propostas num artigo científico publicado em junho de 2013 e que tem apenas 15 micrometros de espessura. Está situada entre o estroma da córnea e a membrana de Descemet e é a sexta camada descoberta da córnea. Apesar da sua delgadeza, a camada é muito resistente e impermeável ao ar. É suficientemente resistente para suportar até 2 Bar (200 kPa) de pressão.
A camada de Dua é a quarta de seis camadas da córnea humana. Antecedem-na, do exterior para o interior, o epitélio corneano, a membrana de Bowman e o estroma da córnea (ou substantia propria na designação latina). Sucedem-lhe a membrana de Descemet e o endotélio corneano, a camada mais interna.

## Descoberta
A existência da camada de Dua foi proposta em 2013 por Harminder Dua, investigador da Universidade de Nottingham.

## Implicações da descoberta
Os autores do artigo que descreve a descoberta creem que esta possa ter importantes implicações  médicas. A camada de Dua poderá ajudar os cirurgiões a melhorarem os resultados atingidos por pacientes com transplantes de córnea. Durante a cirurgia, pequenas bolhas de ar são injetadas no estroma da córnea numa intervenção conhecida como "técnica da bolha grande". Por vezes a bolha rebenta, danificando o olho do paciente. Se a bolha de ar for injetada sob a camada de Dua e não por cima desta, a resistência da camada de Dua pode reduzir o risco de deslocamento.
A compreensão de doenças da córnea, incluindo úlceras e distrofias também beneficia da descoberta da camada de Dua. O autor afirmou que "de uma perspetiva clínica, há muitas doenças que afetam o fundo da córnea e que os clínicos de todo o mundo estão a começar a relacionar com a presença, ausência ou deslocamento desta camada".
A hidropsia da córnea, uma acumulação de fluido na córnea, comum em pacientes com ceratocone (deformidade cónica da córnea) pode ser causada por um deslocamento da camada de Dua.  Dua lançou a hipótese de que esse deslocamento poderia permitir a passagem de água do interior do olho e causar a acumulação de fluido.